# Bartłomiej Dylągowski
Bartłomiej Dylągowski (ur. przed 1600 w Dylągowej, zm. 1653) – polski lekarz, teolog.
Pochodził z Dylągowej. Kształcił się na Uniwersytecie Jagiellońskim, gdzie w 1614 uzyskał pierwszy stopień filozoficzny. Został nadwornym lekarze króla Zygmunta III Wazy. Później skupił się na teologii. Był autorem dzieła pt. Chronologia medica z 1635, która została pierwszą polską publikacją w dziedzinie historii medycyny wraz z biogramami wybitnych lekarzy.